# Yin&Yang
『Yin&Yang』（イン・アンド・ヤン）は、CHAGE&ASKA（現：CHAGE and ASKA）の企画ベスト・アルバム。デビューちょうど15周年となる1994年8月25日に発売された。発売元はポニーキャニオン。
現在は廃盤作品となっている。

## 背景・構成
デビュー当初から年に1枚以上のペースで、オリジナル・アルバムを制作して発売していたが、1990年以降はライブのスケジュールやライブのリハーサルで楽曲制作の時間が取れないことからデビュー15周年を迎える1994年はオリジナル・アルバムではなく、企画盤が発売された。当時、ASKAは「新しいアルバムを出さないからって、活動がストップしたわけではない。ライブ『史上最大の作戦』が1995年まで続く。その断片がさまざまな形でちょこちょこ出るから驚いてほしい」とコメントしていた:261。
すべての楽曲のリミックスの他、曲間を詰めてメドレー方式で繋いだり、曲間にDJによる英語ナレーションの挿入などが施されている。なお、Yin Discは女性DJが、Yang Discは男性DJが担当している。

## チャート成績
オリコン週間ランキングでは初登場1位を獲得した。また、CD売上枚数は69.2万枚（オリコン調べ）である。

## 収録曲
| #         | タイトル                         | 作詞               | 作曲      | 編曲                | 時間  |
| --------- | -------------------------------- | ------------------ | --------- | ------------------- | ----- |
| 1.        | 「Invitation for "Yin"」         |                    |           | 澤近泰輔            | 0:22  |
| 2.        | 「PRIDE」                        | 飛鳥涼             | 飛鳥涼    | 澤近泰輔            | 5:29  |
| 3.        | 「天気予報の恋人」               | 飛鳥涼             | 飛鳥涼    | 澤近泰輔            | 5:02  |
| 4.        | 「TAO -Live at 武道館 1993-」    | CHAGE              | CHAGE     | 近藤敬三            | 6:15  |
| 5.        | 「Reason」                       | 澤地隆             | CHAGE     | 十川知司            | 4:35  |
| 6.        | 「僕は僕なりの」                 | 飛鳥涼             | 飛鳥涼    | Jess Bailey         | 3:48  |
| 7.        | 「水の部屋」                     | 飛鳥涼             | 飛鳥涼    | 飛鳥涼、Jess Bailey | 4:57  |
| 8.        | 「Primrose Hill」                | CHAGE              | CHAGE     | 村上啓介            | 3:55  |
| 9.        | 「今日は…こんなに元気です」      | 飛鳥涼、青木せい子 | CHAGE     | 村上啓介            | 4:40  |
| 10.       | 「STRINGS from "THE TIME"」      |                    |           | 井上鑑              | 0:42  |
| 11.       | 「誰かさん 〜CLOSE YOUR EYES〜」 | CHAGE              | CHAGE     | 十川知司            | 5:03  |
| 12.       | 「どのくらい "I love you"」      | 飛鳥涼             | 飛鳥涼    | 佐藤準              | 4:20  |
| 13.       | 「WHY」                          | 飛鳥涼             | 飛鳥涼    | Jess Bailey         | 5:32  |
| 14.       | 「THE TIME -reprise-」           |                    |           | 井上鑑              | 0:53  |
| 15.       | 「tomorrow」                     | 飛鳥涼             | 飛鳥涼    | 佐藤準              | 6:58  |
| 16.       | 「野いちごがゆれるように」       | 飛鳥涼             | 飛鳥涼    | 飛鳥涼、Jess Bailey | 6:34  |
| 17.       | 「BIG TREE」                     | 飛鳥涼             | 飛鳥涼    | 飛鳥涼、澤近泰輔    | 5:27  |
| 合計時間: | 合計時間:                        | 合計時間:          | 合計時間: | 合計時間:           | 74:32 |

| #         | タイトル                  | 作詞      | 作曲      | 編曲                         | 時間  |
| --------- | ------------------------- | --------- | --------- | ---------------------------- | ----- |
| 1.        | 「Invitation for "Yang"」 |           |           | 澤近泰輔                     | 0:22  |
| 2.        | 「GUYS」                  | 飛鳥涼    | 飛鳥涼    | 村上啓介                     | 6:05  |
| 3.        | 「HOTEL」                 | 飛鳥涼    | 飛鳥涼    | 十川知司                     | 5:46  |
| 4.        | 「BELIEVE IT?」           | 飛鳥涼    | CHAGE     | 瀬尾一三                     | 4:32  |
| 5.        | 「スローダウン」          | 澤地隆    | CHAGE     | 佐藤準                       | 4:52  |
| 6.        | 「Love Affair」           | 飛鳥涼    | 飛鳥涼    | 国吉良一                     | 4:19  |
| 7.        | 「赤いベッド」            | 澤地隆    | CHAGE     | 国吉良一                     | 4:22  |
| 8.        | 「夢」                    | CHAGE     | CHAGE     | 村上啓介                     | 6:11  |
| 9.        | 「Energy」                | 飛鳥涼    | 飛鳥涼    | 瀬尾一三                     | 3:36  |
| 10.       | 「CATCH&RELEASE」         | CHAGE     | CHAGE     | 澤近泰輔                     | 6:18  |
| 11.       | 「Mr.ASIA」               | 飛鳥涼    | 飛鳥涼    | 佐藤準                       | 4:36  |
| 12.       | 「CRIMSON」               | CHAGE     | CHAGE     | 村上啓介                     | 5:29  |
| 13.       | 「RED HILL」              | 飛鳥涼    | 飛鳥涼    | 井上鑑                       | 6:55  |
| 14.       | 「Knock」                 | 飛鳥涼    | CHAGE     | 井上鑑                       | 5:50  |
| 15.       | 「TURNING POINT」         | 飛鳥涼    | 飛鳥涼    | 飛鳥涼、村上啓介、矢賀部竜成 | 4:24  |
| 合計時間: | 合計時間:                 | 合計時間: | 合計時間: | 合計時間:                    | 73:37 |

## 楽曲解説

### Yin Disc
1. Invitation for "Yin"
2. PRIDE
アルバム『PRIDE』収録曲。
3. 天気予報の恋人
アルバム『PRIDE』収録曲。特に記載はないがアレンジが異なる別バージョン。
4. TAO -Live at 武道館 1993-
オリジナルは、アルバム『RED HILL』収録。
5. Reason
アルバム『SEE YA』収録曲。
6. 僕は僕なりの
アルバム『SEE YA』収録。
7. 水の部屋
アルバム『SEE YA』収録曲。
8. Primrose Hill
アルバム『SEE YA』収録曲。
9. 今日は…こんなに元気です
シングル「no no darlin'」のカップリング曲。
10. STRINGS from "THE TIME"
11. 誰かさん 〜CLOSE YOUR EYES〜
アルバム『TREE』収録曲。
12. どのくらい "I love you"
アルバム『Mr.ASIA』収録曲。
13. WHY
アルバム『GUYS』収録曲。
14. THE TIME -reprise-
15. tomorrow
アルバム『TREE』収録曲。
16. 野いちごがゆれるように
アルバム『GUYS』収録曲。
17. BIG TREE
アルバム『TREE』収録曲。特に記載はないがサビのコーラスパートが別バージョン。

### Yang Disc
1. Invitation for "Yang"
2. GUYS
アルバム『GUYS』収録曲。
3. HOTEL
アルバム『PRIDE』収録曲。
4. BELIEVE IT?
アルバム『RHAPSODY』収録曲。
5. スローダウン
アルバム『Mr.ASIA』収録曲。最後のサビが1回多い別バージョン。
6. Love Affair
アルバム『ENERGY』収録曲。
7. 赤いベッド
アルバム『ENERGY』収録曲。
8. 夢
アルバム『GUYS』収録曲。
9. Energy
アルバム『ENERGY』収録曲。
10. CATCH&RELEASE
アルバム『TREE』収録曲。
11. Mr.ASIA
アルバム『Mr.ASIA』収録曲。
12. CRIMSON
シングル「if」のカップリング曲。
13. RED HILL
アルバム『RED HILL』収録曲。
14. Knock
シングル「なぜに君は帰らない」のカップリング曲。
アルバム初収録。
15. TURNING POINT
アルバム『TURNING POINT』収録曲。

## 参加ミュージシャン
- DJ：Cara Jones（Yin）、Michell Ray（Yang）
- リミキシング・エンジニア：清水邦彦（Yin）、石塚良一（Yang）
- マスタリング・エンジニア：原田光晴（Yin）、Bobby Hata（Yang）